# Antonio Cosano Pérez
Antonio Cosano Pérez (Aguilar de la Frontera, 4 de octubre de 1948) es un antiguo diplomático español. Fue embajador de España en Túnez.
Licenciado en Derecho, ingresó en 1974 en la carrera diplomática. Estuvo destinado en las representaciones diplomáticas españolas en India, Unión Soviética y Francia. Ha sido embajador de España en Corea del Sur; embajador jefe de la Delegación Española en las Negociaciones sobre Fuerzas Armadas Convencionales en Europa y sobre Medidas de Fomento de la Confianza y de la Seguridad en Viena; Embajador representante permanente de España ante la Organización para la Seguridad y la Cooperación en Europa, con sede en Viena; embajador en misión especial para Asuntos Internacionales de Seguridad y embajador director de la Escuela Diplomática (2003-2004). Desde julio de 2005 a mayo de 2008 fue embajador de España en Australia y de 2008 a diciembre de 2010, Secretario General técnico del Ministerio de Asuntos Exteriores. Desde el año 2014 y hasta la actualidad, es el Cónsul General de España en Milán.